# David Foenkinos
David Foenkinos (ur. 28 października 1974 w Paryżu) – francuski scenarzysta, reżyser, aktor, pisarz i muzyk. Jest autorem wielu bestsellerów, za które otrzymał m.in. Nagrodę Renaudota i Prix Goncourt des lycéens.

## Życiorys
David Foenkinos studiował literaturę i muzykę na Sorbonie w Paryżu.  Pierwszą powieść Siostrzeniec Kundery (tyt. oryg. Inversion de l'idiotie: de l'influence de deux Polonais) wydał w 2001 roku. Obok Czecha, podającego się za siostrzeńca Milana Kundery, bohaterami uczynił dwóch Polaków. Jest autorem kilkunastu książek, w tym powieści, biografii i książek dla dzieci. Jego twórczość została przetłumaczona na wiele języków. W 2004 roku otrzymał nagrodę Prix Roger-Nimier za Le Potentiel érotique de ma femme, a w 2014 roku Nagrodę Renaudota i Prix Goncourt des lycéens za powieść Charlotte.
W 2011 roku wraz ze swoim bratem Stéphanem Foenkinosem przygotowali filmową adaptację powieści Delikatność, która stała się bestsellerem we Francji. Główną rolę kobiecą powierzyli Audrey Tautou. Wydana w 2018 roku powieść Vers la beauté trafiła na listę bestsellerów i utrzymywała się na niej przez wiele tygodni.
David Foenkinos był jednym z zaproszonych gości na Międzynarodowym Festiwalu Literatury im. Josepha Conrada w Krakowie w 2015 roku. 

## Wybrane dzieła
- Siostrzeniec Kundery, 2001
- Entre les oreilles, 2002
- Potencjał erotyczny mojej żony, 2004
- En cas de bonheur, 2005
- Les Cœurs autonomes, 2006
- Qui se souvient de David Foenkinos?, 2007
- Nasze rozstania, 2008
- Delikatność, 2009
- Bernard, 2010
- Lennon, 2010
- Les souvenirs, 2011
- Le petit garçon qui disait toujours non, 2011
- Je vais mieux, 2012
- Charlotte, 2014
- Le Mystère Henri Pick, 2016
- Vers la beauté, 2018
- Deux sœurs, 2019

## Wyróżnienia filmowe
- 37. ceremonia wręczenia Cezarów 2011
  - Najlepszy scenariusz adaptowany za film Delikatność
  - Najlepszy pierwszy film za film Delikatność

## Filmografia

### Reżyser
- 2006: Une histoire de pieds
- 2011: Delikatność, tyt. oryg. La délicatesse
- 2017: Zazdrość, tyt. oryg. Jalouse

### Scenariusz
- 2006: Une histoire de pieds
- 2011: Delikatność, tyt. oryg. La délicatesse
- 2014: Les souvenirs
- 2016: Le mec de la tombe d'à côté
- 2017: Zazdrość, tyt. oryg. Jalouse
- 2017: Je vais mieux
- 2018: Lola et ses frères
- 2019: Tajemnica Henriego Picka, tyt. oryg. Le mystère Henri Pick

### Aktor
- 2011: Un heureux événement
- 2017: Pan i pani Adelman, tyt. oryg. Mr & Mme Adelman